# Fondazioni infinitamente rigide
Si definiscono fondazioni infinitamente rigide tutte quelle fondazioni che, sotto carico, cedono come fa un corpo rigido (tutti i punti sono allineati secondo un piano).
Viene considerato come infinitamente rigido il plinto, una struttura appartenente alla classe delle fondazioni superficiali, di spessore non trascurabile in confronto alle due dimensioni in pianta, costruito in cemento armato e caricato dall'alto con le forze trasmesse dal pilastro.
 Supponendo un carico centrato (solo sforzo normale) il cedimento che subisce il plinto è uniforme per tutti i suoi punti e la distribuzione delle pressioni di contatto sotto tale fondazione superficiale (distribuzione pressoché uniforme) non rispecchierà affatto la distribuzione del carico proveniente dal pilastro (forza concentrata).
 In virtù di questo si suole dire che le fondazioni rigide redistribuiscono i carichi ricevuti dal pilastro su tutta la loro base. Se assumiamo che una fondazione infinitamente rigida rimanga piana quando cede sotto l'effetto di un carico, la reazione del terreno (o pressione di contatto) nella realtà non è lineare; si evidenziano tipicamente delle concentrazioni di tensione in corrispondenza dei bordi. Per il fine del dimensionamento preliminare, tali tensioni vengono spesso approssimate con una legge lineare (come se il terreno avesse una risposta alla Winkler).